# Бен 10: Ултра-извънземен
„Бен 10: Ултра-извънземен“ (на английски: Ben 10: Ultimate Alien) е американска анимационна поредица, чиято премиера е на 23 април 2010 г. по Картун Нетуърк. Поредицата е второто продължение на „Бен 10“, след „Бен 10: Извънземна сила“. След продукцията има трето продължение, озаглавено „Бен 10: Омнивърс“.

## „Бен 10: Ултра-извънземен“ в България
На 7 март 2011 г. поредицата започна излъчване по локалната версия Cartoon Network, всеки ден от 22:00, 19:30, 12:25, 17:35 и 15:05ч. Премиерите на сериала завършват през август 2012 г.
| Роля          | Изпълнител |
| ------------- | --- |
| Бен           | Иван Велчев |
| Гуен          | Мина Костова |
| Макс Тенисън  | Георги Тодоров |
| Кевин Левин   | Анислав Лазаров |
| Други гласове | Елена Бойчева Светлана Смолева Веселин Калановски Георги Иванов Живко Джуранов Кирил Бояджиев Христо Бонин Кирил Тодоров Георги Стоянов Илия Иванов Анатолий Божинов Петър Бонев Емил Емилов Николай Пърлев |

| Обработка              | Александра Аудио                 |
| ---------------------- | -------------------------------- |
| Изпълнителен продуцент | Васил Новаков                    |
| Преводачи              | Милица Гладнишка Вилма Карталска |
| Тонрежисьор            | Петър Костов                     |
| Режисьор на дублажа    | Петър Върбанов                   |